# Syðrugøta
Syðrugøta (IPA: [ˈsiːɹʊˌgøːta], danska: Sydregøte) är en tätort på Färöarna. Den ligger vid viken Gøtuvík på ön Eysturoys sydöstra sida i Eysturkommuna. Tillsammans med grannorterna Gøtugjógv och Norðragøta kallas Syðrugøta oftast för endast Gøta (ett namn som vanligtvis refererar till Norðragøta). Utgrävningar visar att platsen varit bebodd sedan vikingatiden, och Syðrugøta omnämndes första gång i skrift 1584.
I Syðrugøta finns bland annat ett ullspinneri och ett maskinstickeri som säljer kända ullprodukter som är populära bland lokalbefolkning och turister. Vid folkräkningen 2012 hade Syðrugøta 427 invånare.
En av Färöarnas internationellt mest kända sångerskor, Eivør Pálsdóttir, föddes och växte upp här.

## Historia

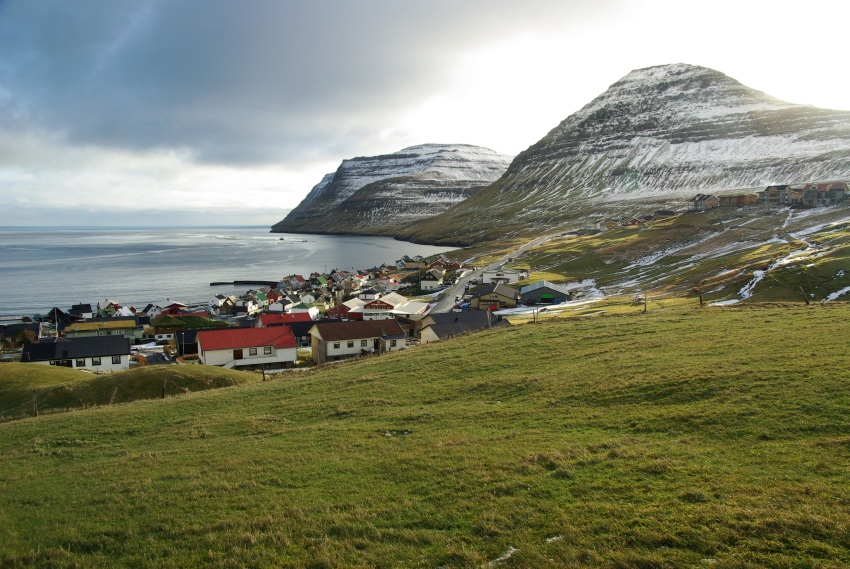
Syðrugøta

Namnet "Gøta" betyder gata och hänvisar till att den mest använda vandringsleden från Skálafjørður till de norra och östra delarna av ön som passerade här. Den första delen av namnet säger att det är en av två orter. Det är osäkert vilken av de två orterna som är äldst, men Norðragøta är den ort som oftast kallas för Gøta och därmed räknas också den som orten som omnämns i Färingasagan, som var huvudsäte för Tróndur í Gøtu.
En gammal legend säger att Gøtu kirkja egentligen byggdes här, men att den senare flyttades till Norðragøta som en kollektiv bestraffning för en förbrytelse. Det är fortfarande skyltat till platsen där kyrkan och kyrkogården skulle ha legat.
På ortens sandstrand har G! Festival arrangerats årligen sedan 2002. Festivalen lockar många av de färöiska ungdomarna, och festivalen växer för varje år. Sommaren 2006 hade festivalen 5 000 besökare, det vill säga en tiondel av den färöiska befolkningen. Förutom färöisk musik har bland annat Europe och Meshuggah spelat här.

## Befolkningsutveckling
| Befolkningsutvecklingen i Syðrugøta 1985–2015 | Befolkningsutvecklingen i Syðrugøta 1985–2015 | Befolkningsutvecklingen i Syðrugøta 1985–2015 | Befolkningsutvecklingen i Syðrugøta 1985–2015 | Befolkningsutvecklingen i Syðrugøta 1985–2015 |
| --------------------------------------------- | --------------------------------------------- | --------------------------------------------- | --------------------------------------------- | --------------------------------------------- |
|                                               |                                               |                                               |                                               |                                               |
| År                                            |                                               |                                               | Folkmängd                                     |                                               |
| 1985                                          | 1985                                          |                                               | 377                                           |                                               |
| 1990                                          | 1990                                          |                                               | 367                                           |                                               |
| 1995                                          | 1995                                          |                                               | 341                                           |                                               |
| 2000                                          | 2000                                          |                                               | 353                                           |                                               |
| 2005                                          | 2005                                          |                                               | 409                                           |                                               |
| 2010                                          | 2010                                          |                                               | 406                                           |                                               |
| 2015                                          | 2015                                          |                                               | 427                                           |                                               |
|                                               |                                               |                                               |                                               |                                               |